# Toni Böhm
Toni Böhm (* 3. Juli 1949 in Salzburg; † 14. Juli 2006 in Reichenau an der Rax, Niederösterreich) war ein österreichischer Volksschauspieler.
Er absolvierte das Max-Reinhardt-Seminar in Wien. Seine Theaterkarriere startete er am Schauspielhaus Graz. Das Wiener Volkstheater engagierte ihn 1979, welches dann seine künstlerische Heimat wurde, in der er in zahlreichen Produktionen zum Publikumsliebling avancierte.
Neben dem Volkstheater stand Böhm auch bei den Vereinigten Bühnen Graz, an der Freien Volksbühne Berlin, am Schauspiel Frankfurt und am Schauspiel Bonn, beim Berliner Ensemble, den Salzburger Festspielen, im Schauspielhaus Wien und dem Theater in der Josefstadt auf der Bühne.
Toni Böhm war auch in zahlreichen Fernsehproduktionen zu sehen, unter anderem in Kaisermühlen Blues, Auf immer und ewig, Die Alpensaga und Julia – Eine ungewöhnliche Frau. Radiohörern war er auch als Stimme des Ö1-Reisemagazins Ambiente (Hörfunksendung) bekannt.
1994 und 2005 wurde Böhm mit dem Karl-Skraup-Preis ausgezeichnet.
In der Nacht vom 13. zum 14. Juli 2006 starb Böhm überraschend in einem Hotelzimmer im niederösterreichischen Reichenau an der Rax, wo er bei den Festspielen mitwirkte.

## Filmografie
- 1978–1980: Die Alpensaga (Fernsehmehrteiler, 3 Folgen)
- 1979: Ein echter Wiener geht nicht unter (Fernsehserie, Folge Auf und ab)
- 1981: Tatort: Mord in der Oper (Fernsehreihe)
- 1991: Tatort: Telefongeld
- 1991: Die Strauß-Dynastie (Fernsehmehrteiler, 2 Folgen)
- 1993: Kaisermühlen Blues (Fernsehserie, Folge Kein Baum wächst in den Himmel)
- 1995: Lisa und die Säbelzahntiger
- 1996: Der Bergdoktor (Fernsehserie, Folge Am Abgrund)
- 1999: Aus heiterem Himmel (Fernsehserie, Folge Masal Tow!)
- 2000: Heimkehr der Jäger
- 2002: Andreas Hofer – Die Freiheit des Adlers
- 2003: Julia – Eine ungewöhnliche Frau (Fernsehserie, Folge Der Alkotest)